# Наранхо (кантон)
Наранхо (исп. Naranjo) — кантон в провинции Алахуэла Коста-Рики.

## География
Находится на юге средней части провинции. Административный центр — Наранхо.

## Округа
Кантон разделён на 8 округов:
1. Наранхо
2. Сан-Мигель
3. Сан-Хосе
4. Сирри-Сур
5. Сан-Херонимо
6. Сан-Хуан
7. Росарио
8. Пальмитос